# Фожер (Ардеш)
Фоже́р (фр. и окс. Faugères) — коммуна во Франции, находится в регионе Рона — Альпы. Департамент коммуны — Ардеш. Входит в состав кантона Жуайёз. Округ коммуны — Ларжантьер.
Код INSEE коммуны — 07088.

## Население
Население коммуны на 2008 год составляло 89 человек.
| 1962 | 1968 | 1975 | 1982 | 1990 | 1999 | 2008 |
| ---- | ---- | ---- | ---- | ---- | ---- | ---- |
| 115  | 122  | 122  | 120  | 106  | 101  | 89   |

## Экономика
В 2007 году среди 56 человек в трудоспособном возрасте (15—64 лет) 34 были экономически активными, 22 — неактивными (показатель активности — 60,7 %, в 1999 году было 66,7 %). Из 34 активных работали 28 человек (15 мужчин и 13 женщин), безработных было 6 (4 мужчины и 2 женщины). Среди 22 неактивных 1 человек был учеником или студентом, 12 — пенсионерами, 9 были неактивными по другим причинам.